# Albin 26
Albin 26 är en dubbelruffad halvplanande motorbåt, som byggdes av Albin Marin 1979–1981 i 125 exemplar. Båten togs fram som ett större och snabbare alternativ till Albin 25, som blivit omodern. Båten var utrustad med en Volvo Penta tmd40 på 124 hästkrafter, viljet gab en toppfart på 18 knop. Båten konkurrerade med Nimbus 26 och ansågs både rymligare och ett bättre bygge. Modellen upphörde att tillverkas efter det att Albin Marin gick i konkurs 1981. Då bara 125 exemplar hade tillverkats, och ägarna verkar hålla fast vid sina båtar, är de ganska svåra att få tag på.
- Längd: 7.95m
- Bredd: 2.88m
- Djup : 0.70m
- Vikt : 2500kg